# Armata a 3-a Română
Die Armata a 3-a Română (deutsch 3. Armee) war eine Armee der Streitkräfte des Königreichs Rumänien, die im Zweiten Weltkrieg an der Seite der deutschen Wehrmacht gegen die Sowjetunion kämpfte. Sie wurde in der Schlacht von Stalingrad vernichtet.

## Erster Weltkrieg
Die Armee wurde Ende August 1916 im Ersten Weltkrieg erstmals aufgestellt, um auf Seiten der Entente gegen die Mittelmächte zu kämpfen. Sie schützte die südliche Landesgrenze an der Donau gegen die Bulgaren.
Während des Donauüberganges der deutsch-bulgarischen Truppen unter Generalfeldmarschall von Mackensen warf sich die 3. Armee erfolglos der bulgarischen Armee in der Dobrudscha entgegen. Am 6. September 1916 gelang es bulgarischen Kräften, überraschend schnell die Festung Tutrakan zu erobern. Bulgarische Truppen unter General Kiselow warf dabei die rumänische 17. Division (General Teodorescu) siegreich zurück. Die rumänische 9. Division und die Gruppe Besarabescu gaben am 10. September die Festung Silistra auf. Die rumänische 19. Division ging zwischen Kotschmar und Karapelit zurück und musste Dobric aufgeben. Die rumänische Dobrudscha-Gruppe (General Aslan) musste sich nach der Niederlage bei Cobadinu auf Topraisar zurückziehen, gleichzeitig landeten russische Verstärkungen im Hafen von Constanza.

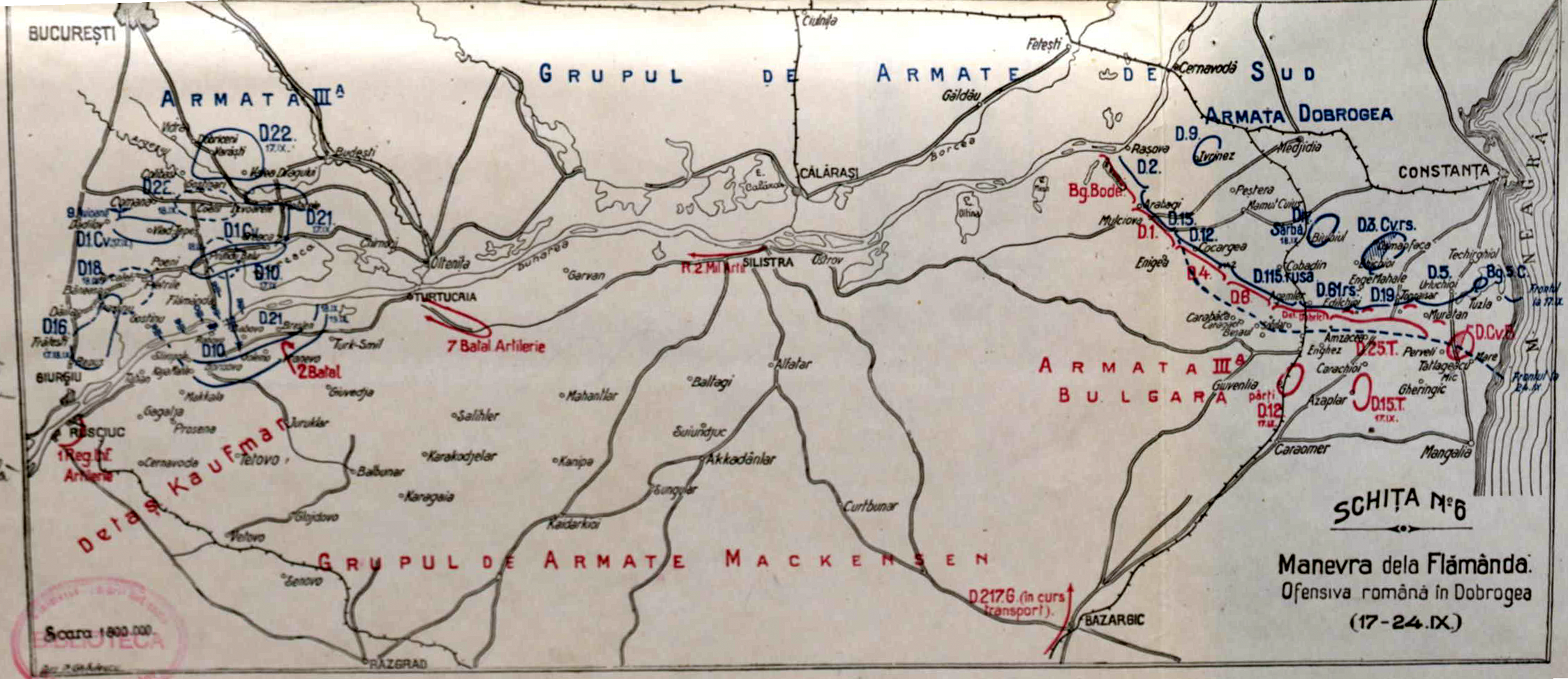
Lage der rumänischen 3. Armee in der Dobrudscha, Mitte September 1916

Das russische XLVII. Korps und mehrere rumänische Divisionen versuchten eine Gegenoffensive zu starten, gleichzeitig sollten etwa 5 Divisionen der rumänischen 3. Armee (General Averescu) südlich der Hauptstadt bei Flămânda über die Donau gehen und ins bulgarische Hinterland einbrechen. Die schlecht organisierte rumänisch-russische Offensive, die am 15. September startete, erwies sich als Fehlschlag: Obwohl den Rumänen die Überquerung der Donau zwischen Rustschuk und Tutrakan gelang und zwei Divisionen einen südlichen Brückenkopf bei Orjachowo errichten konnten, musste das Unternehmen bereits Ende September erfolglos abbrechen. Die Bulgaren konnten den Brückenkopf schnell eindrücken und bis zum 5. Oktober vollständig beseitigen.
Die russisch-rumänische Dobrudscha-Armee (General Sajontschkowski) wurde derweil in der Dobrudscha bis Ende Oktober durch die bulgarische 3. Armee mehr als 100 Kilometer zurückgeworfen. Die Städte Constanza und Cernavodă gingen verloren und Bukarest war nun an seiner linken Flanke isoliert.
Nach dem Verlust der Dobrudscha wurde die 3. Armee aufgelöst, der Befehl ging auf die neu in Formierung begriffene russische Donauarmee über.
Oberbefehlshaber
- Divisionsgeneral Mihail Aslan, 27. August 1916 – 7. September 1916
- Generalleutnant Alexandru Averescu, 7. September 1916 – 7. Oktober 1916

## Zweiter Weltkrieg
Eine 3. Armee wurde im September 1939 nach dem Ausbruch des Zweiten Weltkriegs neu aufgestellt und bewachte zusammen mit der 4. Armee die Grenze zur Sowjetunion. Bei der sowjetischen Invasion Bessarabiens im Sommer 1940 zog sie sich nach einem Ultimatum kampflos zurück. Im März 1941 übernahm Generalleutnant Petre Dumitrescu die Armee, die er während der gesamten Zeit des Krieges gegen die Sowjetunion führen sollte.

### 1941
Nach dem Beginn des Unternehmens Barbarossa am 22. Juni 1941 erklärte auch Rumänien der Sowjetunion den Krieg. Auf rumänischem Boden war zu diesem Zeitpunkt die deutsche 11. Armee stationiert.
Die Generaloffensive über den Pruth (Operation München) wurde erst am 2. Juli gestartet, der 3. Armee unter General Petre Dumitrescu waren unterstellt:
- IV. Armeekorps, General Sănătescu (13. und 14. Infanterie-Division)
- Gebirgskorps, General Avramescu (1., 2. und 4. Gebirgs-Brigade sowie 7. Infanterie-Division)
- Kavalleriekorps, General Mihail Racovita (6. Infanterie-Division, 5., 6. und 8. Kavallerie-Brigade)
- Reserve: 1. Panzerdivision

Im nördlichen Abschnitt am Sereth wurde der Vormarsch der rumänischen 7. Infanteriedivision durch Gegenangriffe der sowjetischen 60. Gebirgsdivision gestoppt. Während die 4. Armee in Bessarabien einrückte, führte die 3. Armee, der zu diesem Zeitpunkt nur das Gebirgskorps unter General Gheorghe Avramescu unterstand, den Angriff auf die Nordbukowina in Richtung auf Czernowitz. Nach dem Erreichen des Dnister bei Chotyn wandte sich das Gebirgskorps nach Osten, um den Angriff des der 11. Armee temporär unterstellten Kavalleriekorps zu unterstützen.
Nach der Entscheidung Antonescus zur Fortsetzung der Unternehmen an der Seite der Deutschen wurde die Armee der deutschen 11. Armee unterstellt. Nach dem Überschreiten des Dnjster nahm die Armee an der Ausräumung des Kessels von Uman teil. Sie überquerte danach Mitte August den Bug bei Wosnessensk und setzte ihren Vormarsch in Richtung auf Kriwoi Rog fort. Anfang September deckte sie die Flanke der Überquerung des Dnjepr durch die 11. Armee. Dabei wurde sie von der sowjetischen 18. Armee scharf angegriffen.
Nach der Überquerung des Djnepr nahm die 3. Armee an der Schlacht am Asowschen Meer teil, bei der ein sowjetischer Gegenangriff von zwei Armeen abgewehrt werden konnte. Danach besetzte sie bis Ende Oktober Defensivpositionen am Asowschen Meer. Bis zum 10. Oktober hatte die 3. Armee über 700 Kilometer zurückgelegt, war an vier größeren Schlachten und 42 kleineren Gefechten beteiligt. Zu diesem Zeitpunkt verfügte sie über 149 Panzer, 128 Geschütze und mehr als 700 Maschinengewehre, hatte aber bereits 10.541 Ausfälle, davon 2.555 Tote, 6.201 Verwundete und 1.785 Vermisste. Dagegen waren 15.565 sowjetische Kriegsgefangene im Gewahrsam der Armee eingegangen. Sie wurde wieder direkt dem rumänischen Oberkommando unterstellt. Nach dem Durchbruch der deutschen 11. Armee auf die Krim folgte sie dieser und erreichte Mitte November das Schwarze Meer. Sie übernahm nun Küstenschutzaufgaben, während sich Teile an der Belagerung von Sewastopol beteiligten.

### 1942 bis November

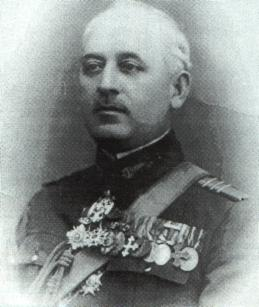
General Petre Dumitrescu

Im Winter 1941/42 wurde ein großer Teil der rumänischen 3. Armee in die Heimatquartiere abgezogen. Die verbliebenen Verbände in der Ukraine und auf der Krim kamen damit unter den Befehl der 3. Armee. Teile der inzwischen wieder verstärkten Armee beteiligten sich im Mai 1942 am Unternehmen Trappenjagd gegen die Ende 1941 auf der Halbinsel Kertsch gelandete sowjetische 51. Armee. Nach Abschluss dieses Unternehmens wurden die Vorbereitungen zur Erstürmung von Sewastopol (Unternehmen Störfang) intensiviert. Das Gebirgskorps der 3. Armee deckte dabei den mittleren Abschnitt zwischen den beiden deutschen Angriffskorps. Bis zum 4. Juli 1942 war die verteidigende Selbständige Küstenarmee praktisch vernichtet, über 90.000 Mann gingen in Gefangenschaft. Die 3. Armee hatte während der Kämpfe auf der Krim etwa 19.000 Mann verloren.
Die 3. Armee wurde der deutschen 17. Armee unterstellt; sie bestand Anfang August nur noch aus dem Kavalleriekorps, das vom Unterlauf des Don aus die Taman-Halbinsel sowie die Hafenstädte Anapa und Noworossijsk angriff. Das auf der Krim zurückgebliebene Gebirgskorps nahm Anfang September am Unternehmen Blücher teil. Nach dem Abschluss dieser Unternehmen wurde das Oberkommando der 3. Armee an die Front bei Stalingrad abgezogen, wo sich bereits zahlreiche rumänische Verbände bei der deutschen 6. Armee im Einsatz befanden. Das Kavalleriekorps blieb zurück, um an den Unternehmen im Kaukasus (→ Unternehmen Edelweiß) teilzunehmen. In der Schlacht von Stalingrad besetzte die 3. Armee Positionen im Donbogen nordwestlich von Stalingrad, die sie gegen die Südwestfront verteidigte. Sie hatte aber weniger Truppen zur Verfügung, als für die Verteidigung des 138 km langen Frontabschnitts am Don nötig gewesen wären.

### Gliederung am 19. November 1942
- I. Armeekorps, Generalmajor Teodor Ionescu (7., 9. und 11. Infanterie-Division)
- II. Armeekorps, Generalmajor Nicolae Dăscălescu (14. und 15. Infanterie-Division)
- IV. Armeekorps, Generalmajor Constantin Sănătescu (5. und 6. Infanterie-Division)
- V. Armeekorps, Generalmajor Aurelian Sion (13. Infanterie- und 1. Kavallerie-Division)
- 1. Panzerdivision, Generalleutnant Radu

### Vernichtung
Das OKH ignorierte jegliche Warnung bezüglich eines sowjetischen Aufmarsches aus ihrem Brückenkopf bei Kletskaja. Zudem machte sich der Mangel an schweren Panzerabwehrgeschützen bemerkbar, als die sowjetische Operation Uranus am 19. November begann. Am 19. November um 5.30 Uhr wurde im Sektor der 3. Armee mit heftigem Artilleriefeuer auf die gesamte Frontlinie belegt. Die Wetterbedingungen mit Schneesturm, Schnee und −20 °C, machten eine Unterstützung aus der Luft durch die deutsche Luftwaffe unmöglich. Die Sowjets griffen die Stellungen der rumänischen 14. Infanteriedivision mit der 5. Panzerarmee und den Übergangsbereich zwischen der rumänischen 13. Infanteriedivision und der rumänischen 1. Infanteriedivision an. Die vorhandenen 37-mm- und 47-mm-Panzerabwehrkanonen waren gegen die sowjetischen T-34 nutzlos, so dass die rumänischen Truppen auf Panzerabwehrminen und Molotow-Cocktails zurückgreifen mussten. In den ersten Stunden gelang es ihnen, den Vormarsch zu verzögern und einige Panzer zu zerstören, doch später mussten sie sich zurückziehen oder wurden eingekesselt. Die Sowjets griffen auch westlich des Sarisa-Tals und bei Raspopinskaya an, wurden aber zurückgeschlagen.
Als einzige verfügbare Reserve stand nur das deutsche XXXXVIII. Armeekorps bereit, was aus der deutschen 22. Panzerdivision und der rumänischen 1. Panzerdivision bestand. Die 22. Panzerdivision verfügte nur über den Panzerkampfwagen 38 (t) und die rumänische 1. Panzerdivision über den Panzerkampfwagen 35 (t), einige Panzer III und Panzer IV. Damit waren bis auf die wenigen Panzer IV alle anderen Panzer dem T-34 klar unterlegen. Als Reaktion auf die Situation, die sich südlich von Kletskaya entwickelte, erhielt das deutsche XXXXVIII. Armeekorps den Befehl sich auf den sowjetischen Hauptstoß zuzubewegen und kurz darauf wurde die Panzerdivisionen in Marsch gesetzt. Am Abend erreichte die 1. rumänische Panzerdivision Sirkovsky und traf Vorbereitungen für den Angriff auf Bolsoy am nächsten Tag. Am ersten Tag der Offensive gelang es den sowjetischen Streitkräften, zwei große Breschen in die Verteidigungsanlagen der 3. Rumänischen Armee zu schlagen. Eine im Zentrum  16–18 km breit und 15 km tief und eine im rechten Flügel, zwischen der 3. Rumänischen Armee und der deutschen 6. Armee, 10–12 km breit und 35–40 km tief.
Am 20. November stoßen die sowjetischen Panzer- und motorisierten Kräfte in Richtung Kalatsch vor, um die in Stalingrad in heftige Kämpfe verwickelte 6. Armee einzukesseln. Die 22. Panzerdivision, die bei Petschany von der großen Zahl sowjetischer Panzer nicht standhalten konnte, zog sich nach Norden zurück. Die rumänische 1. Panzerdivision versuchte, ohne Funkkontakt nach Petschany vorzustoßen, um sich mit der 22. Panzerdivision zu vereinigen. Es musste aber einige Kilometer westlich von Korotowskij, aufgrund des heftigen sowjetischen Widerstands und zahlreicher Gegenangriffe sowjetischer Panzer, abbrechen. Sowjetische Truppen besetzten die Dörfer Warlamowskij und Peralasowskij und versuchten sich mit den von Gromowskij kommenden sowjetischen Kräften vereinigten, um das das rumänische 5. Korps einzukesseln. Im Sektor des rumänischen 4. Korps griffen 40 sowjetische Panzer die rumänische 15. Infanteriedivision an, wurden aber bis zum Abend unter schweren Verlusten zurückgeschlagen. Unterdessen versuchte die rumänische 7. Kavalleriedivision erfolglos, den Vormarsch des Feindes zu blockieren. Der rechte Flügel der Division musste sich nach Süden Richtung Stalingrad zurückziehen, während der linke Flügel sich der rumänische 9. Infanteriedivision anschloss. Auch die 1. Kavalleriedivision musste sich in Richtung Stalingrad zurückziehen. Am Ende des Tages wies die Verteidigungsstellung der 3. Rumänischen Armee in der Mitte eine 70 km breite Lücke auf. In dieser Lücke waren die 1. Panzerdivision, drei Infanteriedivisionen (5., 6. und 15.) und die Reste von zwei weiteren Infanteriedivisionen (13. und 14.) eingekesselt. Der ehemalige Kommandeur der 6. Infanteriedivision, Generalmajor Mihail Lascăr, übernahm das Kommando über die Infanterieverbände und bildete die Gruppe General Lascăr mit etwa 40.000 Mann Soldaten. Zu diesem Zeitpunkt begann sich das Kommando der 3. Armee nach Morozovskaya zu verlagern.
Am 21. November versuchte die 22. Panzerdivision in Richtung Perelasovsky vorzustoßen, um sich mit der 1. Panzerdivision zu vereinigen und die Gruppe General Lascăr zu befreien und wurde am nächsten Tag zwischen Bol. Donschynka und Perelasovky gestoppt. Die 1. rumänische Panzerdivision rückte in Richtung Bol. Donschynka vor, wo sie hoffte, auf die deutsche Division zu stoßen, aber das Dorf war unter sowjetischer Kontrolle. Sie zog dann nach Süden und überquerte nach erbitterten Kämpfen am 25. November den Fluss Tschir.
Am 22. November wurde die eingekesselte Gruppe General Lascăr, die den Befehl hatte, um jeden Preis Widerstand zu leisten, massiv angegriffen. Sie übermittelte an diesem Tag ihre letzte Nachricht. Die Verpflegung war ausgegangen und jedes Geschütz hatte nur noch 40 Schuss Munition. Nachdem sie das sowjetische Angebot zur Kapitulation abgelehnt hatten, wurde sie vollständig vernichtet. Nur dem 1. Bataillon des 15. Infanterieregiments der 6. Infanteriedivision unter dem Kommando von Major Gheorghe Răscănescu gelang es, den Fluss Tschir zu erreichen. Seinem Bataillon gelang es die sowjetische 8. Kavalleriedivision daran zu hindern den wichtigen deutschen Flugplatz Obliwskaja vom 26. November bis 3. Dezember einzunehmen.
Am 23. November trafen die sowjetischen Truppen der Südwestfront und der Stalingrader Front aufeinander und vollendeten die Einkesselung der deutschen 6. Armee und von Teilen der rumänischen 4. Armee.
Die verbleibenden Teile der 3. Armee, etwa 83.000 Mann, wurden jetzt der Gruppe Hollidt unterstellt und am Tschir eingesetzt. Hier wurde sie im Dezember im Zuge der Mittleren Don-Operation erneut angegriffen und weiter dezimiert. Insgesamt wurden während der Schlacht von Stalingrad 16 der 18 eingesetzten rumänischen Divisionen vernichtet.

### 1944
Im Frühjahr 1944 wurde eine neue 3. Armee aufgestellt, die aber nicht mehr außerhalb Rumäniens und der besetzten Gebiete eingesetzt wurde. Im Frühjahr 1944 wurde aus der 3. und der inzwischen an den Bug zurückgezogenen deutschen 6. Armee noch die Armeegruppe Dumitrescu gebildet. Gegenüber der 3. Ukrainischen Front folgten Verteidigungskämpfe im Raum Cherson und Odessa und Rückzugskämpfe zum Pruth. Die sowjetische Operation Jassy-Kischinew und der Staatsstreich in Rumänien Ende August 1944 führte dann aber endgültig zum Zusammenbruch der Antonescu-Diktatur und zum Seitenwechsel Rumäniens. In der Zeit bis zum Abschluss des Waffenstillstands mit der Sowjetunion (12. September) gerieten zahlreiche Angehörige der rumänischen Armee in sowjetische Kriegsgefangenschaft.

### Oberbefehlshaber
- Generalleutnant Petre Dumitrescu, 25. März 1941 – 20. März 1943
- Generalleutnant Dumitru Popescu, 21. März 1943 – 20. April 1943
- General Petre Dumitrescu, 21. April 1943 – 29. August 1944